# Kansei Nakano

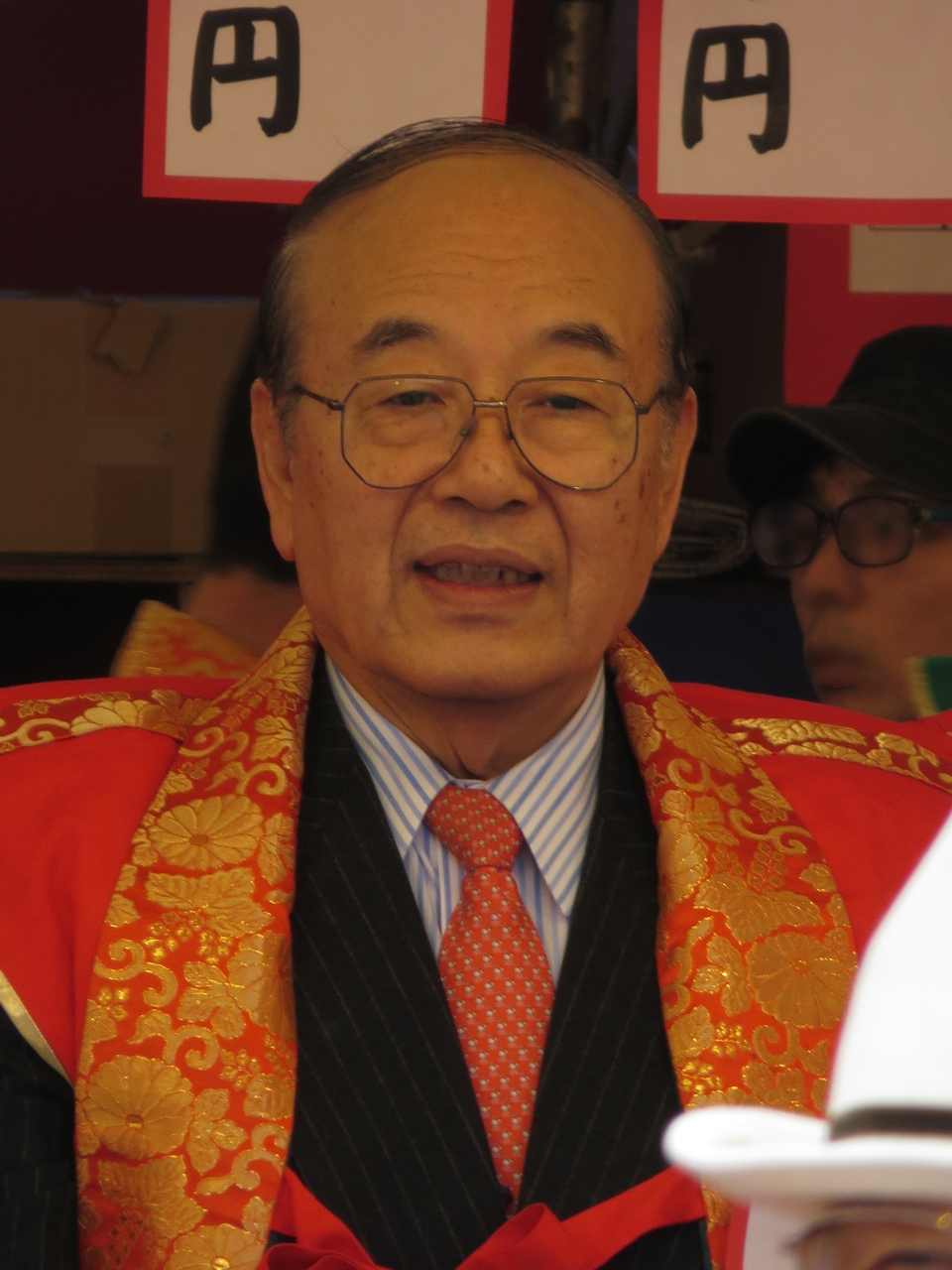
Kansei Nakano

Kansei Nakano (jap. 中野 寛成, Nakano Kansei; * 26. November 1940 in Nagasaki, Präfektur Nagasaki) ist ein ehemaliger japanischer Politiker der Demokratischen Partei (Kawabata-Gruppe), Abgeordneter im Shūgiin für den 8. Wahlkreis Osaka und ehemaliger Minister.

## Leben
Nakano, der den Atombombenabwurf auf Nagasaki als Vierjähriger erlebte und ab der Mittelschulzeit in der Stadt Toyonaka in der Präfektur Osaka lebte, studierte Rechtswissenschaft an der Kansai-Universität. Während seines Studiums trat er der Demokratisch-Sozialistischen Partei (DSP) bei. Nach seinem Abschluss arbeitete er in einem Steuerberatungsbüro und als Sekretär eines Abgeordneten des Präfekturparlaments von Osaka. 1966 wurde er bei einer Nachwahl selbst für die erste von drei Amtsperioden in den Stadtrat von Toyonaka gewählt, 1972 war er Vizepräsident des Rates.
Bei der Shūgiin-Wahl 1972 versuchte Nakano den Wechsel in die nationale Politik und trat als DSP-Kandidat im viermandatigen Wahlkreis Osaka 3 an, zu dem auch Toyonaka gehörte. Er erreichte mit rund 106 Tausend Stimmen nur Platz fünf, im zweiten Anlauf gelang ihm 1976 mit dem vierthöchsten Stimmenanteil der Einzug ins Shūgiin. Er wurde danach neunmal in Folge wiedergewählt, ab 1996 im neuen Einzelwahlkreis Osaka 8. Im Shūgiin war er unter anderem Vorsitzender des Auswärtigen Ausschusses und im Jahr 2000 stellvertretender Vorsitzender des Beratungsausschusses für die Verfassung (kempō chōsakai).
Wie die meisten DSP-Mitglieder beteiligte sich Nakano nach dem Scheitern der Anti-LDP-Koalition 1994 an der Gründung der Neuen Fortschrittspartei, für die er 1994 bis 1995 den Politikforschungsrat, 1997 bis zur Auflösung der Partei das Komitee für Parlamentsangelegenheiten leitete. 1998 war er erster und einziger Vorsitzender der Shintō Yūai („Neue Partei Brüderlichkeit“), bevor sich diese der Demokratischen Partei anschloss. Dort war er zunächst einer der stellvertretenden Vorsitzenden (daihyō-daikō), danach 1998 Vorsitzender des politischen Forschungsrates, 2002 unter Yukio Hatoyama, den er bei der Wahl zum Parteivorsitzenden 2002 gegen Naoto Kan unterstützt hatte, für kurze Zeit Generalsekretär. Von 2003 bis 2005 war er Vizepräsident des Shūgiin.
Bei der Shūgiin-Wahl 2005 verlor Nakano seinen Wahlkreis an Takashi Ōtsuka (LDP) und verfehlte mit einem schwachen Wahlkreisergebnis („Verlustquote“ 79,8 %) auch die Wiederwahl über den Verhältniswahlblock Kinki. Beim demokratischen Wahlsieg 2009 gewann er seinen Wahlkreis mit 115 zu 77 Tausend Stimmen zurück. Im Januar 2011 berief ihn Premierminister Naoto Kan als Vorsitzender der Nationalen Kommission für Öffentliche Sicherheit in sein Kabinett und übertrug ihm auch die Zuständigkeit für die Entführungsfrage, die Verhandlungen über die Entführungen japanischer Staatsbürger durch die Demokratische Volksrepublik Korea in den 1970er und 1980er Jahren, und die Reform der Beamtenschaft. Im September 2011 wurde er im nachfolgenden Kabinett Noda abgelöst. 2012 saß er dem Shūgiin-Sonderausschuss für die „integrierte Reform von Sozialversicherungen und Steuern“ (Verdopplung der Mehrwertsteuer) vor.
Zur Shūgiin-Wahl 2012 zog sich Nakano aus der Politik zurück.